# Cajal (månekrater)
Cajal er et lille nedslagskrater på Månen. Det befinder sig på Månens forside i den nordlige del af Mare Tranquillitatis, og det er opkaldt efter den spanske læge og nobelprismodtager Santiago R. Cajal (1852 – 1934).
Navnet blev officielt tildelt af den Internationale Astronomiske Union (IAU) i 1973. 

## Omgivelser
Cajalkrateret ligger sydøst for det lavaoversvømmede Jansenkrater. Ligeledes mod nordvest findes dorsumsystemet Dorsa Barlow. 

## Karakteristika
Krateret er en lille cirkulær og skålformet formation.

## Måneatlas
- Billeder af Cajalkrateret i LPI-måneatlasset